# Hinaldag
El Hinaldag o Hinal (àzeri: Hinaldağ, armeni: Հինալ, Hinal) és una muntanya de 3,367 metres que es troba al territori del Dashkasan de la República de l'Azerbaidjan, en la part occidental del Tanriyokhush, secció dels aiguaneixos dels rius Levchay, Shamkhor i Ganja. El pic delimita la frontera entre Armènia i l'Azerbaidjan. És el cim principal del massís Sahdag, el qual passa en la part oriental del Caucas. Conté prats alpins i subalpins.